# تپه خرابه دالی چو
تپه خرابه دالی چو مربوط به سده‌های اولیه، میانه و متاخر دوران‌های تاریخی پس از اسلام است و در شهرستان کبودرآهنگ، بخش گل تپه، دهستان گل تپه، روستای چاله کند واقع شده و این اثر در تاریخ ۷ اسفند ۱۳۸۶ با شمارهٔ ثبت ۲۱۶۶۵ به‌عنوان یکی از آثار ملی ایران به ثبت رسیده است.